# Liste der Mitglieder der Deutschen Akademie der Naturforscher Leopoldina/1680
Die Liste der Mitglieder der Deutschen Akademie der Naturforscher Leopoldina für 1680 enthält alle Personen, die im Jahr 1680 zum Mitglied ernannt wurden. Insgesamt gab es vier neu gewählte Mitglieder.

## Mitglieder
| Nr. | Name                    | Beiname     | Geboren       | Aufnahme | Gestorben     | Bild                                                  | Datenbank |
| --- | ----------------------- | ----------- | ------------- | -------- | ------------- | ----------------------------------------------------- | --------- |
| 89  | Johann Pfeiffer         | Musa        | 26. Jan. 1639 | 13. Jan. | 12. Juni 1684 |                                                       | 6006      |
| 90  | Johann Ludwig Hannemann | Nestor II.  | 25. Okt. 1640 | 3. Mrz.  | 25. Okt. 1724 |                                                       | 3418      |
| 91  | Johann Doläus           | Andromachus | 7. Sep. 1651  | 15. Jun. | 12. Sep. 1707 | Johannes Dolaeus. Stich von Andreas Matthias Wolfgang | 2455      |
| 92  | Sebastian Scheffer      | Perseus II. | 2. Jan. 1631  | 5. Apr.  | 10. Jan. 1686 |                                                       | 6407      |